# 埼玉県道61号越生長沢線

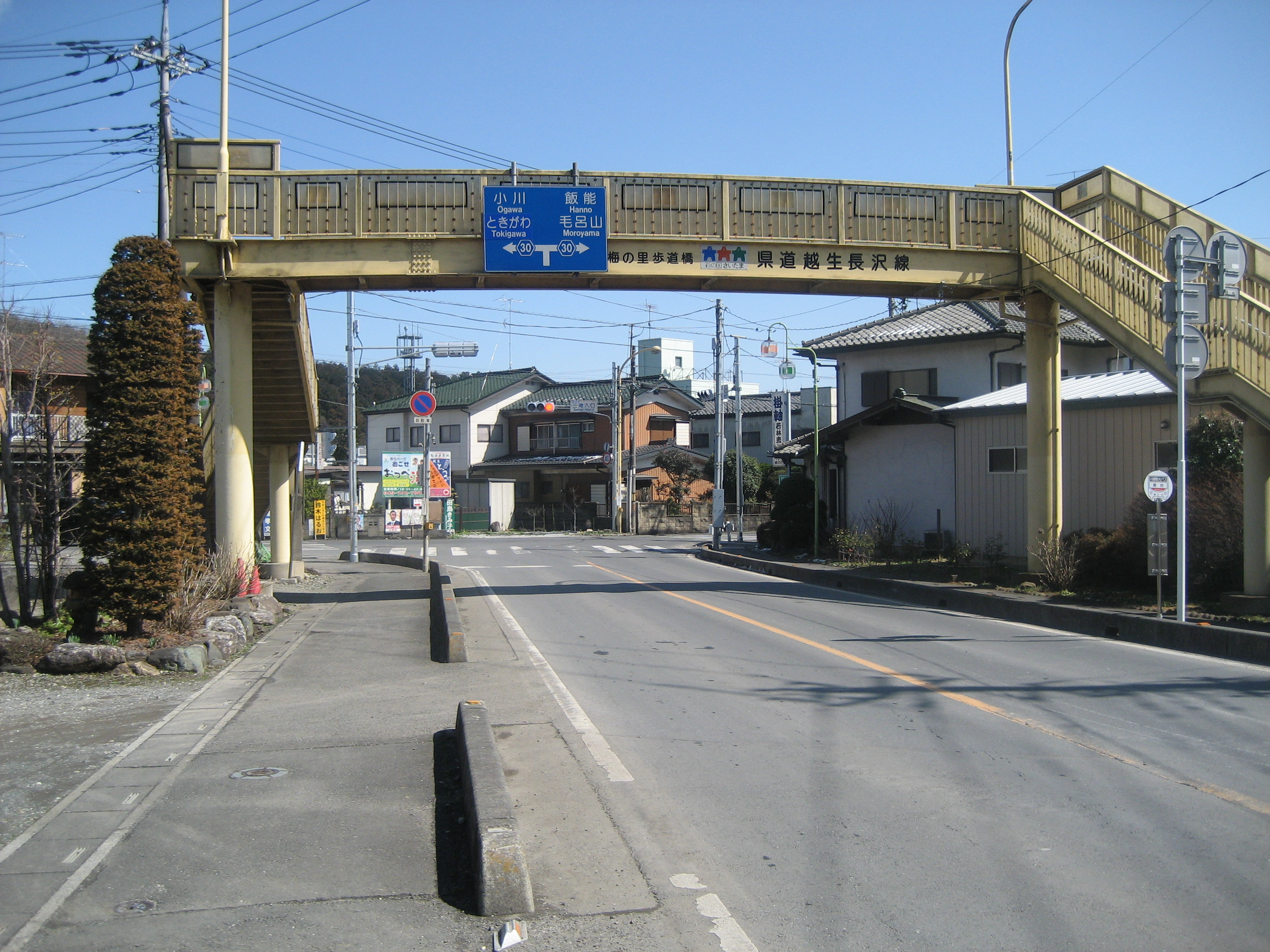
三滝入口交差点付近

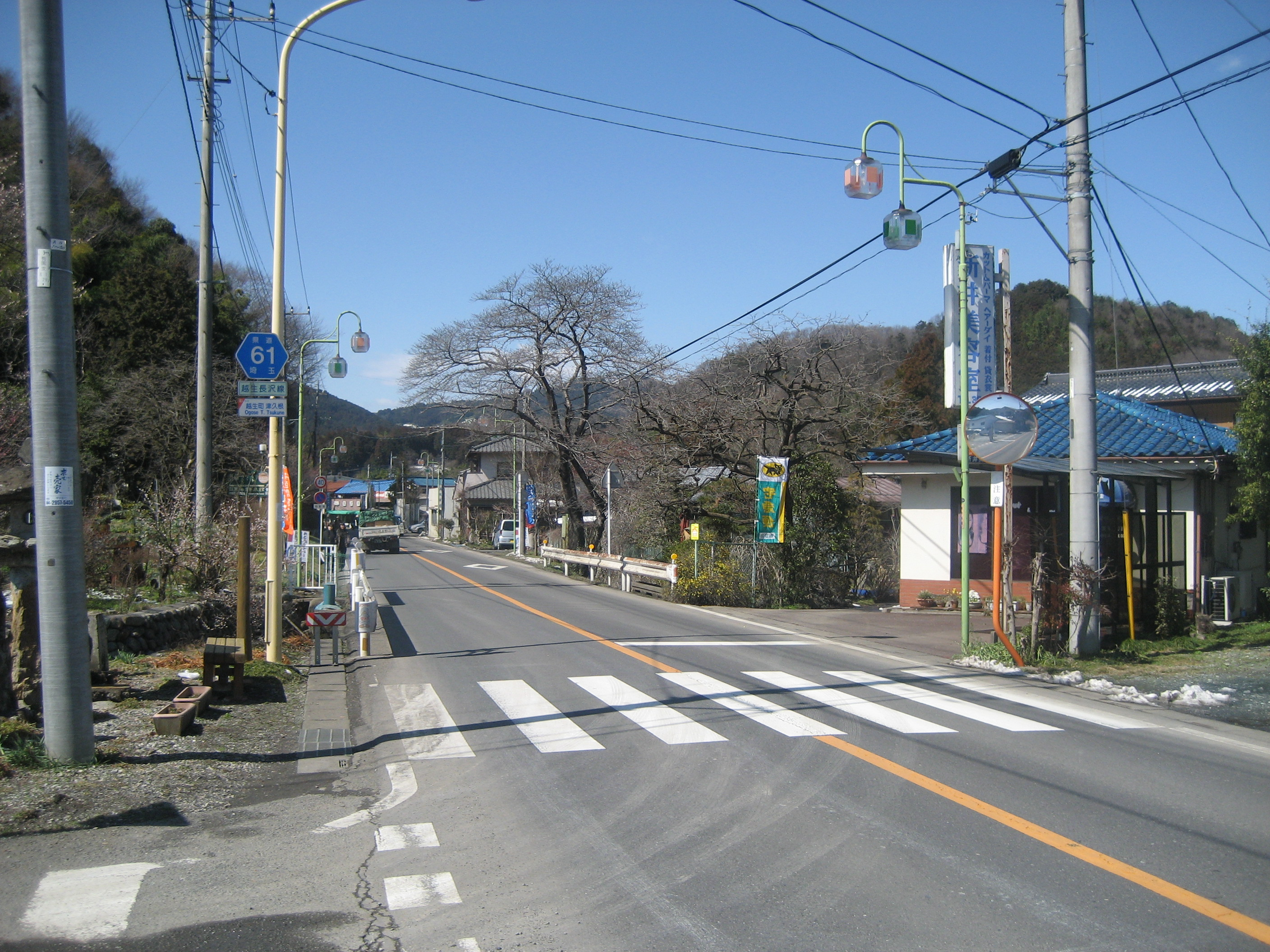
越生町内

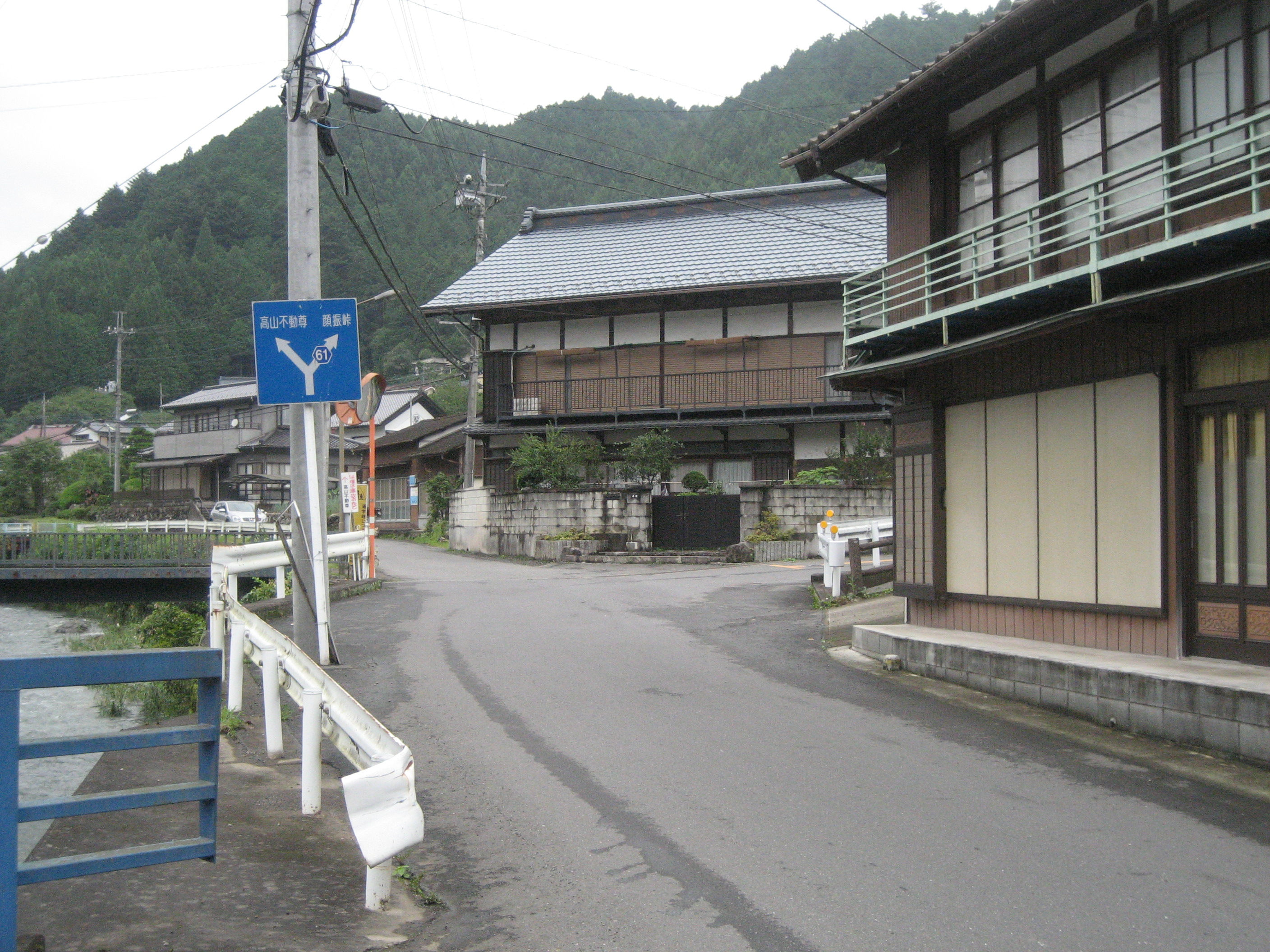
飯能市内

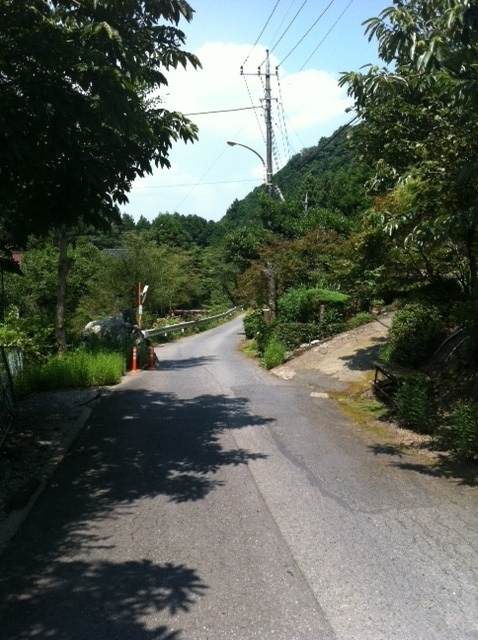
越生側分断地点。写真奥からは県道61号線。手前は林道となっている

埼玉県道61号越生長沢線（さいたまけんどう61ごう おごせながさわせん）は、埼玉県入間郡越生町西和田の埼玉県道30号飯能寄居線から飯能市長沢の国道299号を結ぶ主要地方道である。実延長は11.77km。

## 路線概要
途中、越生町黒山から飯能市長沢までの区間で自動車では通行不能となるが、林道（笹郷線・権現堂線・風影線）を経由することで完走することは可能となっている。
2020年3月31日に区域が変更され、西和田付近が起点となった。
なお、起点から終点までの間に信号機は三滝入口交差点、梅園小学校前、黒岩交差点、起点の4ヵ所しかない。また、越生町内はほぼ全線越辺川沿いを走ることになる。

## 未改良区間
既述の通り、越生町黒山から飯能市長沢までの区間は未改良区間となっており、この区間にほぼ沿う形でハイキングコースが設定されている。
飯能市では平成21年3月改訂した飯能市都市計画マスタープランにおいて、「市域連携軸」や「地域間幹線道路」として位置づけ、機能強化・整備促進を図ることとされている。
以前、この未改良区間を「トンネルで結ぶという計画がある」と噂されたことがあり、飯能市議会で一般質問として取り上げられたが、市の建設部長が「県当局では現在トンネルの計画はない」と答弁している。

## 地理

### 通過する自治体
- 埼玉県
  - 入間郡越生町
  - 飯能市

### 交差する道路
- 埼玉県道30号飯能寄居線（入間郡越生町）
- 国道299号（飯能市）

### 沿線の名所・施設
越生町
- ニューサンピア埼玉おごせ
- 越生梅林
- 笛畝人形記念美術館
- 最勝寺
- 上谷の大クス
- 越生町立梅園小学校
- 自然休養村センター
- あじさい山公園
- 越生町浄水場
- 黒山三滝
- 黒山鉱泉
- 顔振峠